# Fome de 1630-1632 em Decão
A Fome de 1630-1632 em Decão foi uma fome associada a uma quebra de safra consecutiva. A fome aconteceu durante o reinado do imperador mogol Shah Jahan. A fome foi o resultado de três quebras consecutivas de safras básicas, causando peste e levando a fome intensa, doenças e deslocamentos na região. A fome foi ainda mais intensificada pela campanha mogol liderada por Shah Jahan em Malwa e Decão depois que o comandante mogol de Malwa se tornou desonesto e deu as mãos às forças decanas de Nizam Shah e Adil Shah. Cerca de três milhões de pessoas morreram em Gujarat nos dez meses que terminaram em outubro de 1631, enquanto outro milhão morreu em torno de Ahmednagar. O relatório dá um número total de mortos de 7,4 milhões no final de 1631, o que pode ser para toda a região.

## Relato de Peter Mundy durante a fome de Decão
Peter Mundy escreve seu relato em primeira mão da fome do Decão como "A fome de Gujarat começou com uma seca em 1630, ataques às plantações por ratos e gafanhotos no ano seguinte, e depois chuva excessiva. A fome e as doenças de veiculação hídrica geraram alta mortalidade: 3 milhões morreram em 1631. As pessoas migraram para áreas menos afetadas, muitas morreram no caminho e cadáveres bloquearam as estradas. Tanto fontes persas quanto europeias contam a história dessa fome, com uma cornucopeia subvertida de padrões de consumo grotescos: comia-se pele de gado, ossos de homens mortos eram moídos com farinha, canibalismo era frequente e pessoas se alimentavam de cadáveres. Carretas pertencentes a banjaras (transportadores) que transportavam grãos das regiões mais produtivas de Malwa foram interceptadas e suprimentos desviados para alimentar o exército real de Shah Jahan em Burhanpur, que lutava em guerras territoriais nas províncias do Decão (sul). O preço do trigo antes da fome era de 1 mahmudi por homem; em 1631 subiu para 16. As práticas de caridade imperiais de abrir cozinhas gratuitas e oferecer remissão de renda da terra tiveram efeito limitado. Gujarat era um dos principais centros de produção de tecidos de calico e esse comércio foi muito afetado pela morte e migração de tecelões".